# Rhodochiton
Rhodochiton es un género con seis especies de plantas de flores perteneciente a la familia Scrophulariaceae. 

## Especies seleccionadas
- Rhodochiton atrosanguineum
- Rhodochiton atrosanguineus
- Rhodochiton hintonii
- Rhodochiton nubicola
- Rhodochiton volubile
- Rhodochiton volubilis

- Datos: Q3622168
- Multimedia: Rhodochiton / Q3622168
- Especies: Rhodochiton